# Dysoxylum gaudichaudianum
Dysoxylum gaudichaudianum är en tvåhjärtbladig växtart som först beskrevs av Antoine Laurent de Jussieu, och fick sitt nu gällande namn av Friedrich Anton Wilhelm Miquel. Dysoxylum gaudichaudianum ingår i släktet Dysoxylum och familjen Meliaceae. Inga underarter finns listade i Catalogue of Life.